# Feldkochherd

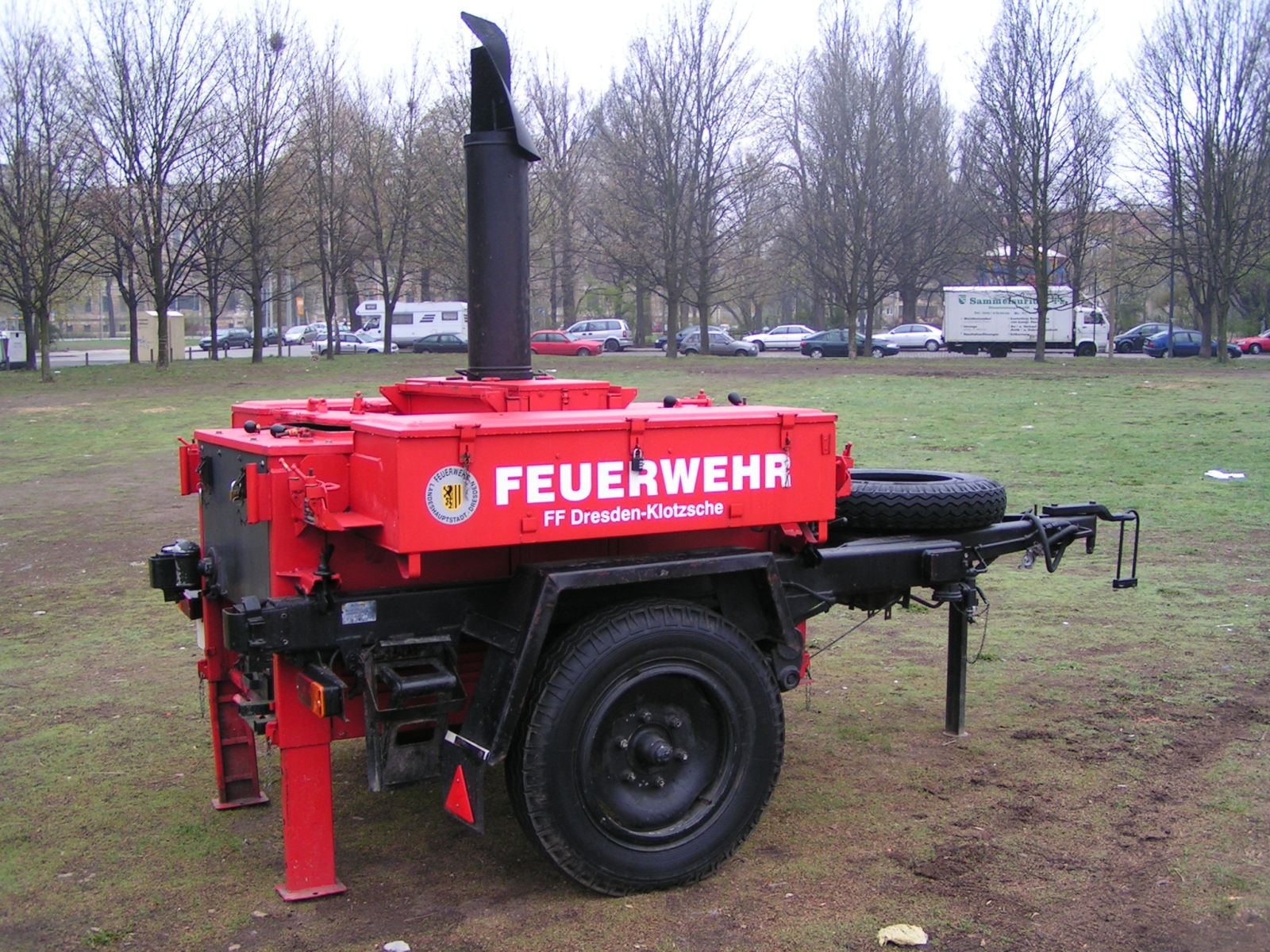
Feldkochherd einer deutschen Feuerwehr (Umbau aus Bestand der NVA)

Ein Feldkochherd (FKH), auch Feldküche oder umgangssprachlich Gulaschkanone genannt, ist ein Anhänger, in dem ein oder mehrere Kessel und eine oder mehrere Feuerstellen integriert sind und der ursprünglich zur Essenszubereitung als Feldküche im eigentlichen Sinne oder als Teil davon gedacht war. Er spielt im Militär und Katastrophenschutz eine wichtige Rolle und wird bis heute in vielen Armeen in großen Stückzahlen zur Versorgung eingesetzt.

## Geschichte

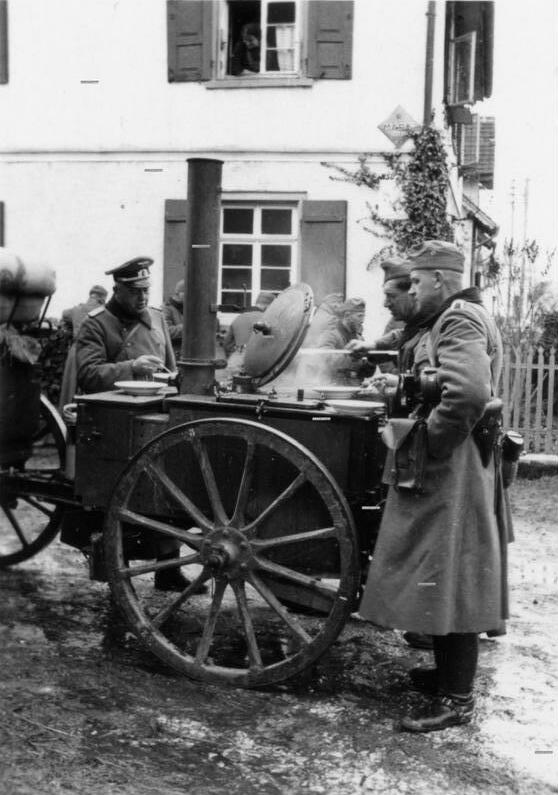
Feldkochherd der Wehrmacht (1940)

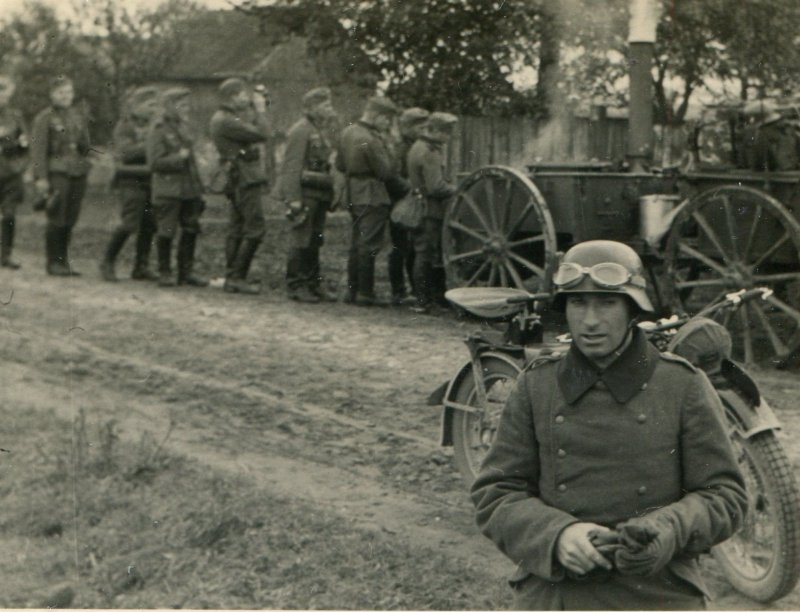
Gulaschkanone zur Truppenversorgung (1939–1945)

Am 19. Januar 1818 (widersprüchlich 30. Dezember 1813) dokumentierte Goethe in seinem Tagebuch mit Friedrich von Kurkowski-Eichen einen Konstrukteur einer fahrbaren Feldküche, die 243 Thaler und zwei Groschen Preußische Courant kosten sollte.
Bereits 1850 meldeten der Altonaer Apotheker Heinrich Zeise und sein Sohn Theodor einen mobilen Feldkochherd zum Patent an. Es handelte sich dabei um einen vierrädrigen Handkarren mit einer dampfbetriebenen Kochstelle. Das Patent darauf erteilte die Statthalterschaft der Herzogtümer Schleswig und Holstein am 30. Mai 1850. Während des Schleswig-Holsteinischen Krieges (1848–1851) diente Zeises Feldkochherd als mobile Feldküche.
Karl Rudolf Fissler von der Firma Fissler aus Idar-Oberstein entwickelte im Jahr 1892 ebenfalls einen Feldkochherd und galt lange als eigentlicher Erfinder des Geräts. Dieser Anhänger hat sich schnell in vielen Armeen durchgesetzt. Ältere verwendungsgleiche Fahrzeuge waren zumeist aus Vorratswagen umgebaut und mussten zum Kochen hergerichtet werden. Der Feldkochherd erleichterte die Zubereitung der Speisen erheblich und sie konnten während der Bewegung gekocht oder warmgehalten werden. Das Gerät wurde unter anderem während des Ersten Weltkriegs als Feldküche truppenweit verwendet und war als beständiges Merkmal von Ruhe- und Erholungszonen sehr beliebt. Seinen überaus verbreiteten Umgangsnamen „Gulaschkanone“ erhielt es aufgrund der Transportweise: Sie war bespannt wie ein Geschütz der Feldartillerie, jedoch war an die Protze statt der Lafette die Küche in gleicher Weise angehängt, außerdem wurde sein schwarzer Rauchabzug bei Nichtgebrauch des Gerätes nach hinten umgeklappt. Die Gulaschkanone wurde mit Brennmaterial aller Art, vorzugsweise Holz, befeuert. Moderne Feldkochherde werden mit Festbrennstoffen oder Dieselöl betrieben, oft auch mit Gas. Viele Typen besitzen heute eine eigene Betriebsstoffversorgung. Getrennt von ihren Mutterfahrzeugen sollen sie möglichst lange autark einsetzbar bleiben.
Das Gerät ist noch heute in vielen Armeen in Gebrauch und ergänzt selbstfahrende Versorgungsfahrzeuge, die oftmals eigene Kochgelegenheiten mitführen. Moderne Gulaschkanonen sind mit vielen bodenständigen Arbeitsmaterialien ausgestattet und ermöglichen die Zubereitung relativ hochwertiger Speisen in größeren Mengen. Moderne Feldküchen besitzen neben Dampfgarkesseln auch Bräter, Backröhren und Warmhaltebehälter.
Die Bundeswehr hat als Feldküche die TFK 250 (Taktische Feldküche 250) der Firma Kärcher für die Versorgung von bis zu 250 Soldaten eingeführt.
Im Katastrophenschutz wurden viele Jahre lang Feldküchen der Firma Progress vom Typ 57/4 und 57/5 verwandt. Diese wurden inzwischen größtenteils ausgemustert und durch die Modulfeldküche (MFK) von Kärcher oder ausgemusterte TFK 250 der Bundeswehr ersetzt.

## Typische Gerichte

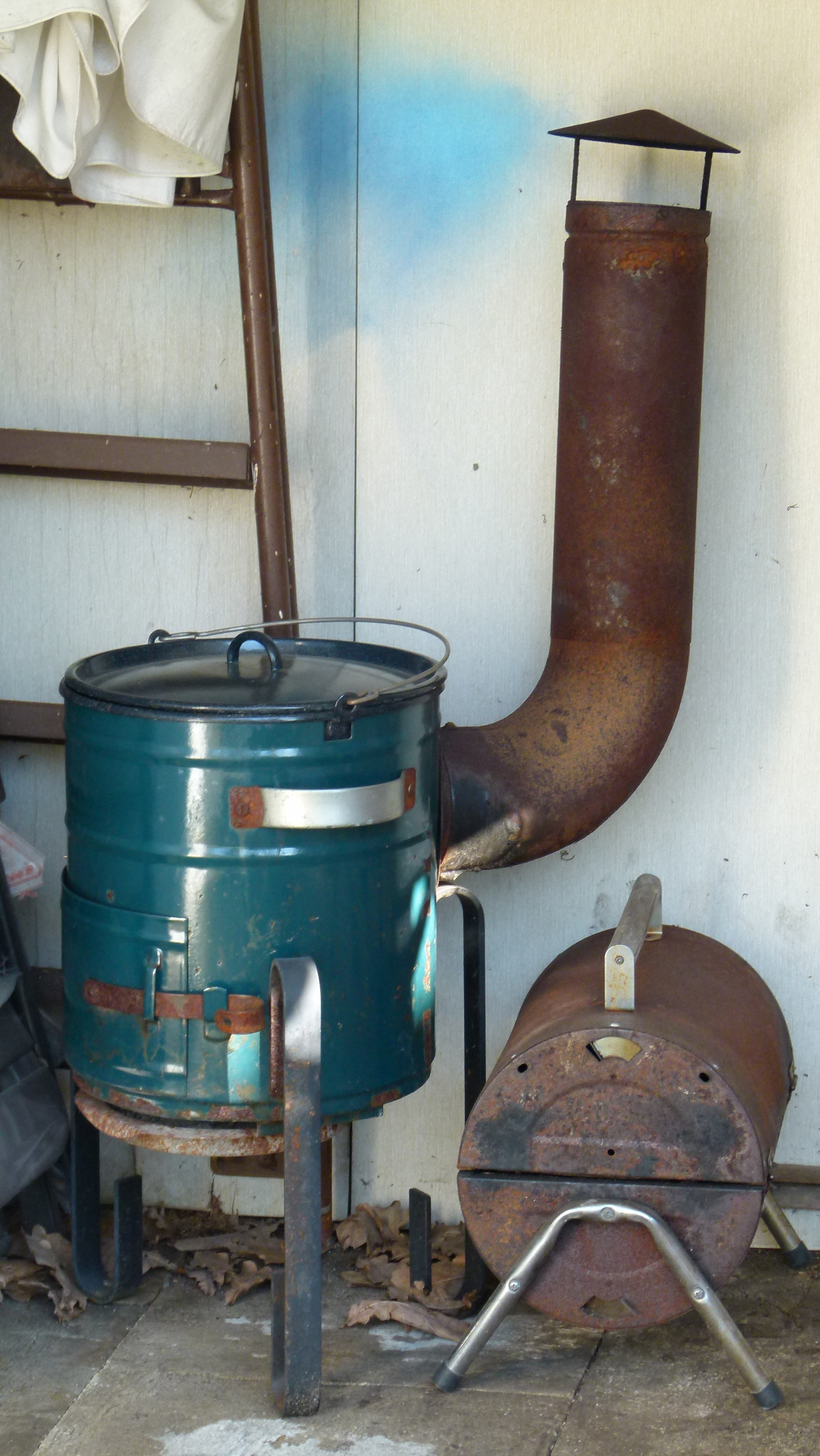
Kleiner Feldkochherd (zur Nutzung in der Landwirtschaft)

Seit der Erfindung der Gulaschkanone sind einige typische Gerichte entstanden, die in ihr oft gekocht wurden oder darin gut kochbar sind. Weil die Holz- oder Holzkohlebefeuerung hohe Temperaturen liefern kann, die für die Zubereitung von Fleischspeisen in großer Menge notwendig sind, eignet sich das Fahrzeug gut für gehaltvolle Fleischspeisen, die unter Feldbedingungen besonders willkommen sind. So lassen sich in den erhitzten Kesseln grobe Fleischstücke auch in Masse scharf anbraten, was vor allem für Gulasch wichtig ist. Da vor der Erfindung der gekörnten Brühe unter Feldbedingungen der Geschmack von Gulasch und Gulaschsuppen nur durch das fachgerechte Anbraten hergestellt werden konnte, war diese Zubereitungsmöglichkeit beliebt. Im zivilen Leben gilt dasselbe für das Kesselgulasch, das ebenfalls für die Versorgung vieler Personen verwendet wird. Im Ersten Weltkrieg wurde das Gulasch oft aus Pferdefleisch von Tieren hergestellt, die bei Gefechtshandlungen getötet oder verwundet wurden. Auch Zugochsen, Esel und Ziegen wurden verwertet.

FKH in verschiedenen Ansichten und Farben
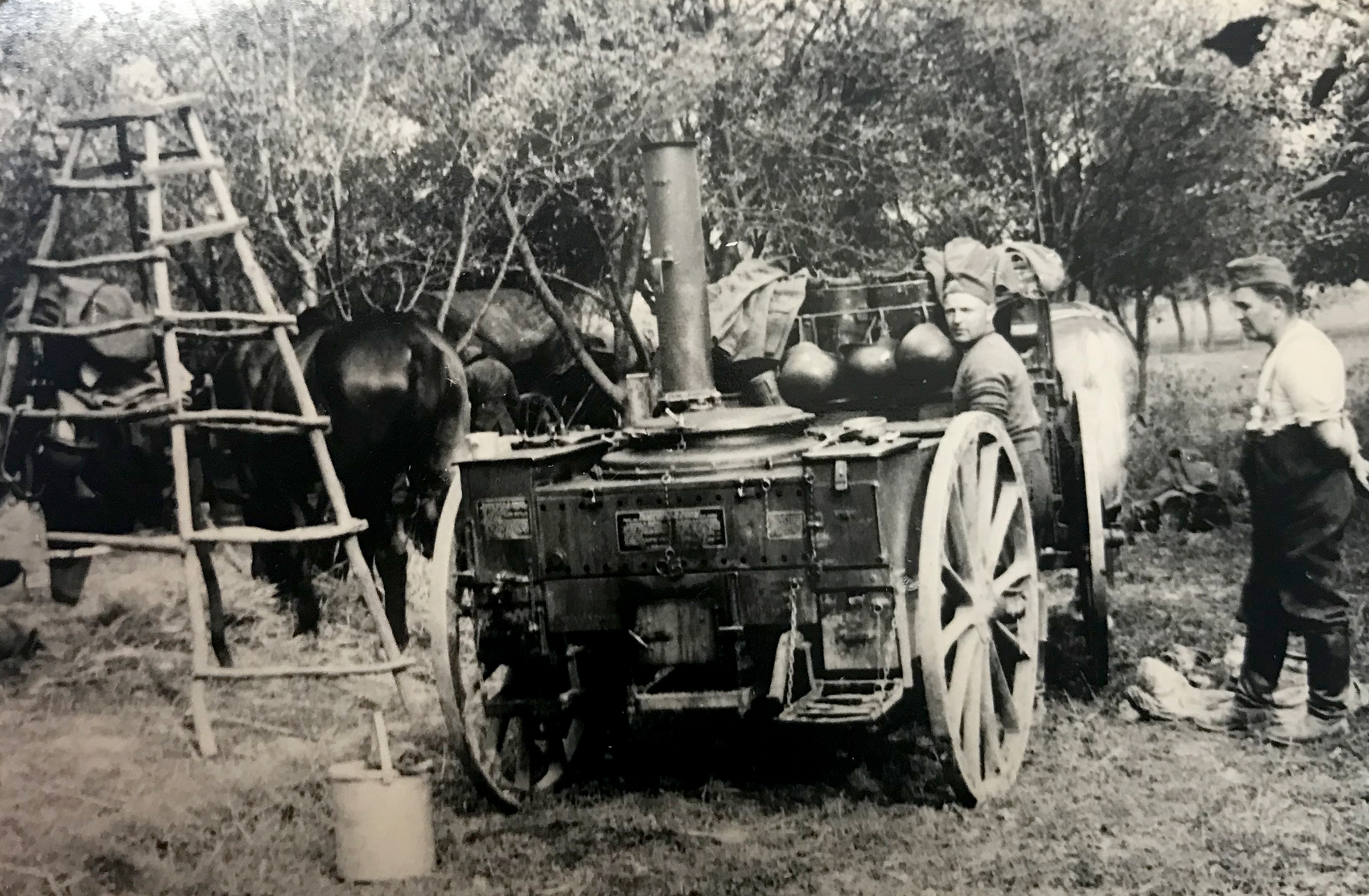
Deutsche Heeresfeldküche 12 (Hf. 12)
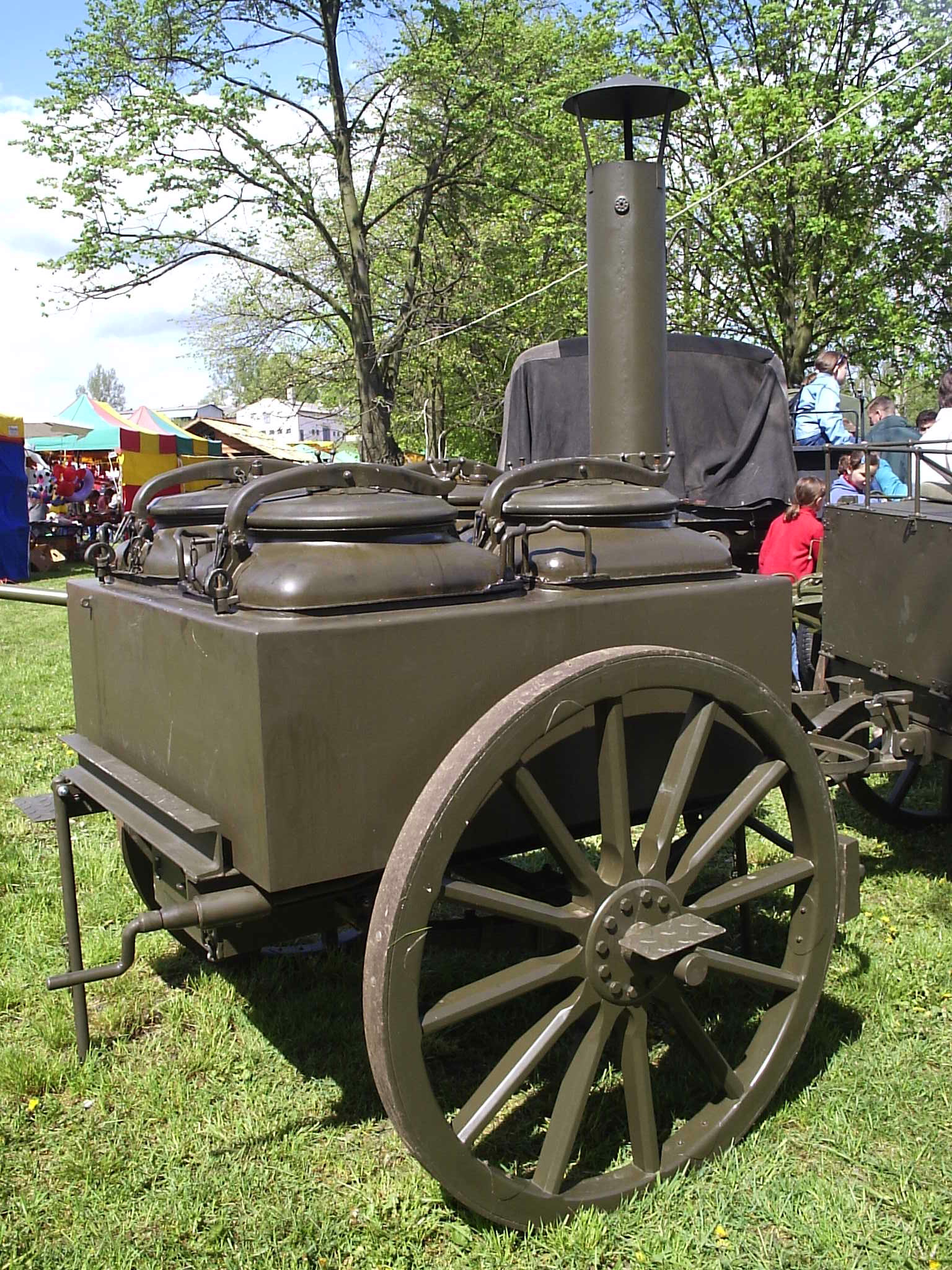
Vorkriegszeit-Feldküche wz. 36-P der Polnischen Armee
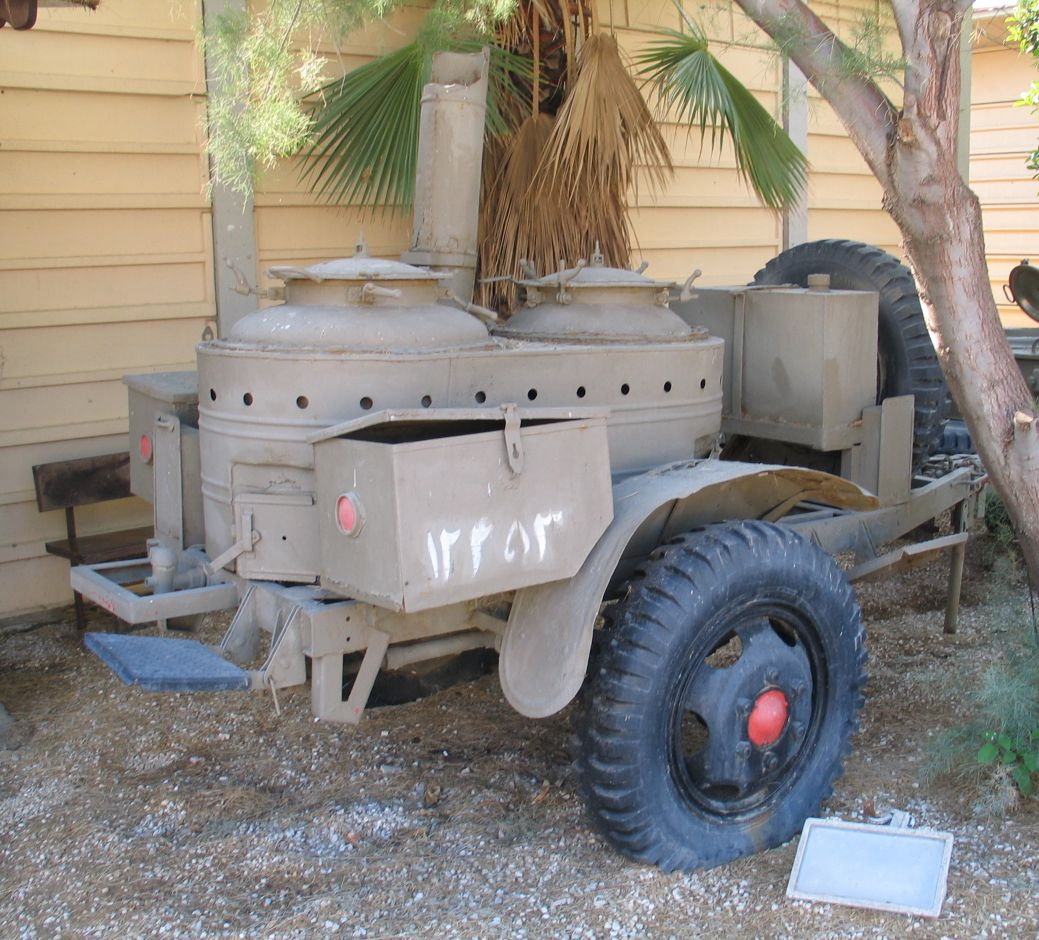
Feldküche sowjetischer Bauart
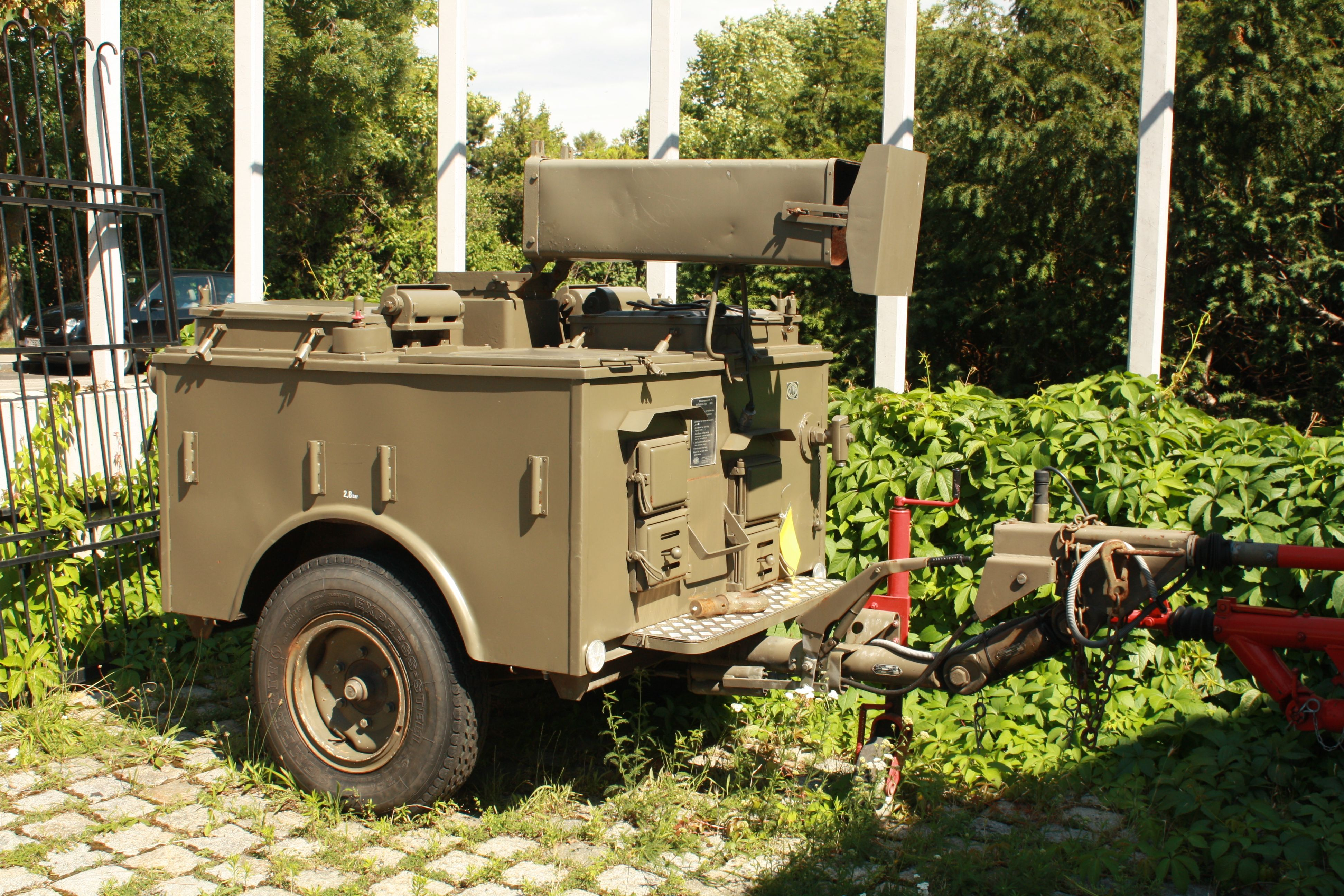
Österreichisches Bundesheer
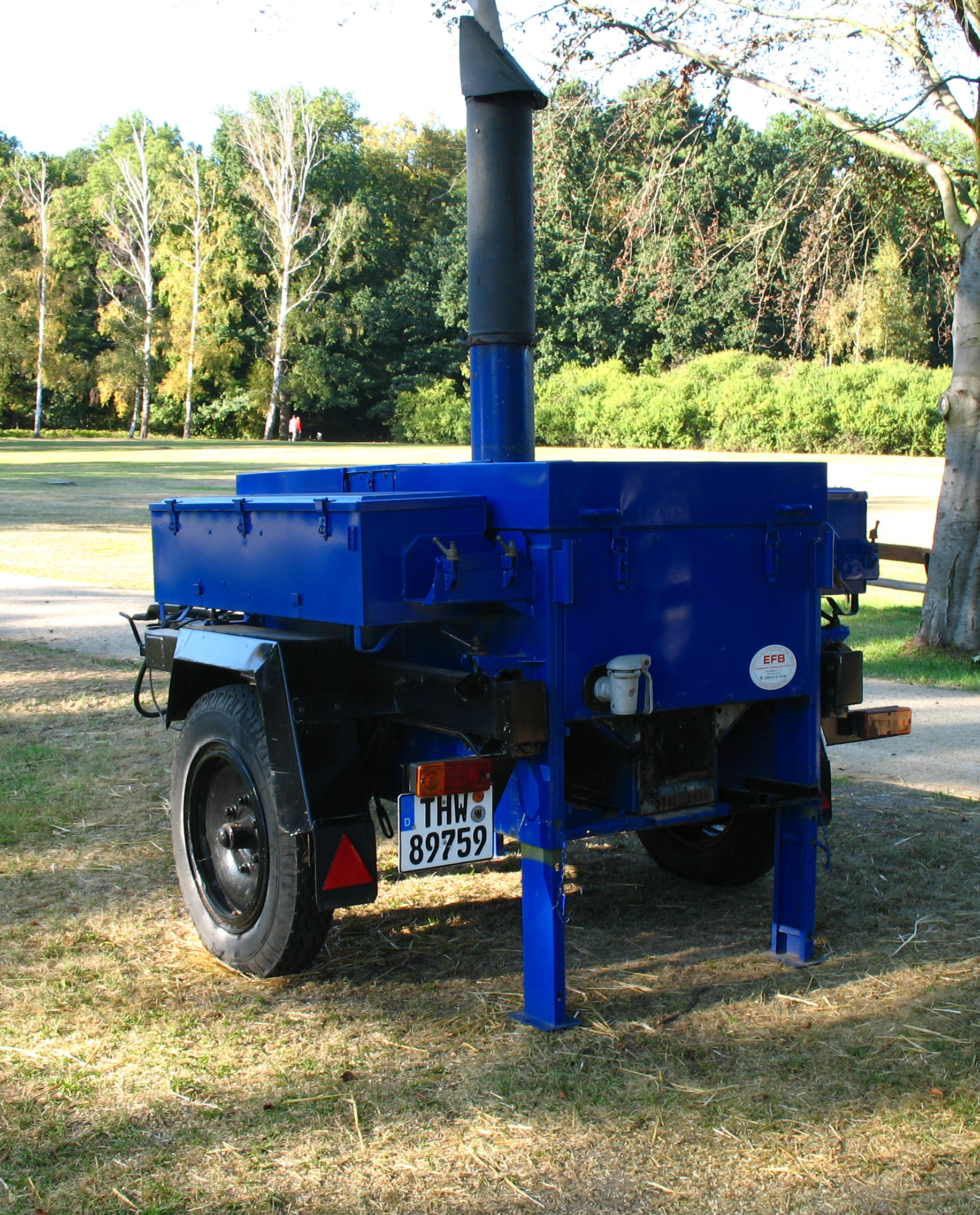
THW (Umbau aus Bestand der NVA)

In der Gulaschkanone kann nicht nur Gulasch zubereitet werden, sondern neben Suppen und Eintöpfen auch komplette Mahlzeiten. Im Zweiten Weltkrieg kamen zunehmend Hülsenfrüchte wie Erbsen, Bohnen, Linsen oder andere Trockengemüse zur Verwendung, die neben ihrem hohen Nährwert auch ein geringes Trockengewicht (Transportersparnis) sowie bei sachgerechter Lagerung eine hohe Haltbarkeitsdauer aufweisen. Die hermetische Verschließbarkeit der eingebauten Kessel ermöglicht meist Druckkochen, womit eine zusätzliche Zeit- und Energieersparnis auch bei diesen langkochenden Speisen gegeben ist. In der NVA gab es speziell auf die Gulaschkanone zugeschnittene Rezepte für Erbsen- und Bohneneintöpfe, die auch bei Übungen der Zivilverteidigung ständig gekocht wurden. Auch Trockenfleisch lässt sich zubereiten, das allerdings in den europäischen Armeen eine untergeordnete Rolle spielte. Auch die Verwendung von Konserven kam im Zweiten Weltkrieg in nennenswertem Umfang auf.
Im Feldkochherd können auch Heißgetränke wie Tee, Kaffee oder Glühwein hergestellt und bereitgehalten werden. Hierzu sind manchmal Seitenbehälter integriert, die durch indirekte Befeuerung oder Flächenkontakt mit heißeren Kesseln die Wärme lange vorhalten können. Moderne Gulaschkanonen eignen sich auch zum Backen von Brot und Kuchen, Grillen, Dünsten, zur Herstellung von Hefeklößen oder von Fettgebäck. Typische Gerichte sind auch Kartoffelsuppe, Chili, Spatz (Schweizer Armee) (Eintopf), Mitternachtseintopf und andere. In italienischen Armeen wurden von je her auch Kastanien geröstet. Als Verpflegung bei Großveranstaltungen in Deutschland erlangte die Erbsensuppe einen regelrechten Kultstatus.

## Zweckentfremdung
Der Feldkochherd kann zur Erhitzung von Wasser für verschiedene Zwecke genutzt werden. In den Kriegen des 20. Jahrhunderts spielte er deshalb bei der medizinischen Versorgung von Verletzten und Sterbenden eine wichtige Rolle. Unter erschwerten Bedingungen wurde auch die Wäsche der Soldaten darin gekocht.
Gebrauchte Feldkochherde werden auch von Hobbybrennern zum Temperieren der Maische verwendet, da durch das indirekte Beheizen über eine Kochbadflüssigkeit (früher Glycerin) die Maische nicht anbrennt und die Kochstelle bereits über einen dichten Deckel verfügt, durch den der verdampfte Alkohol abgeführt werden kann.

## Ausbildung
Die Zubereitung von großen Nahrungsmengen unter Feld- oder Kriegsbedingungen unterscheidet sich erheblich von der herkömmlichen Küche für Einzelportionen. So weichen Rezepte oder Zubereitungsdauer bei steigender Masse zunehmend von den herkömmlichen Kochgewohnheiten ab. Der Feldkoch ist ein Kriegshandwerker und war bereits in der Antike vertreten. Der moderne Feldkochherd ersetzt seine Fähigkeiten nicht. Wissen über geeignete Zubereitungen, Rezepte, Erfahrungen und Improvisationsvermögen tragen maßgeblich zur Truppenmoral bei und sind bis heute wichtige Faktoren. Im modernen Militär und den Hilfsorganisationen werden diese mobilen Küchen von ausgebildeten Teams aus Köchen („Feldkoch“) mit Lehrgängen zur Speisenzubereitung in großen Mengen, Nahrungs- und Küchenhygiene sowie Küchenhelfern bedient.
Nicht nur beim Militär, sondern auch im Katastrophenfall und bei Großveranstaltungen wird der Feldkochherd von Hilfsorganisationen sowohl zur eigenen Mannschaftsversorgung als auch zur Versorgung der betroffenen Bevölkerung eingesetzt. THW, Hilfsorganisationen, Bereitschaftspolizei, Feuerwehren bilden Feldköche aus. Ausgemusterte Feldkochherde werden teilweise von Privatpersonen zur Existenzgründung genutzt. Für Volksfeste und Brauchtumsveranstaltungen im offenen Gelände sind Volksrezepte bekannt, die auch literarische Rezeption gefunden haben.